# ガレー船

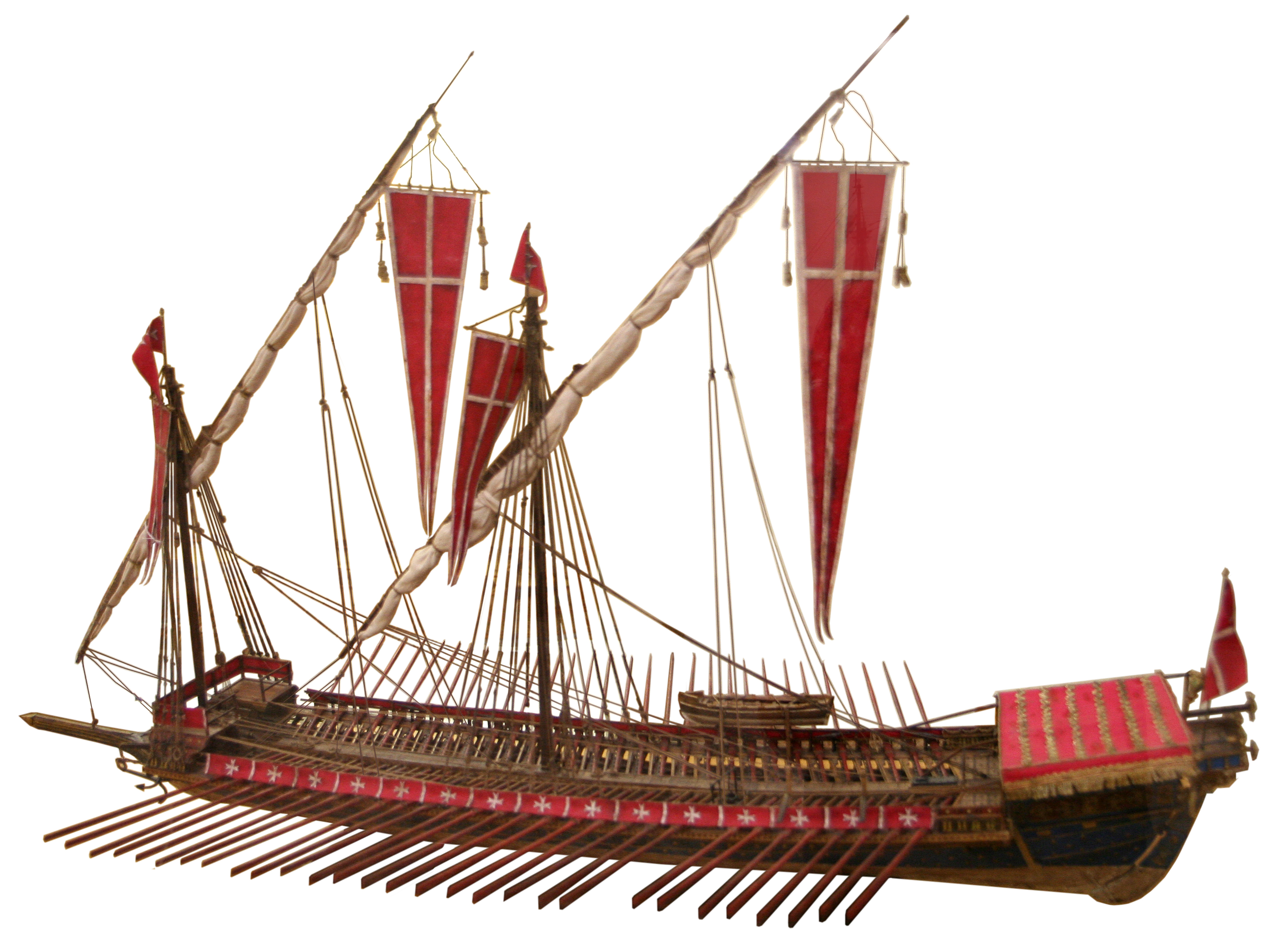
16世紀におけるマルタの典型的な構造を持つガレー船の模型。この時期がガレー船最後の最盛期となった。衝角が確認できる。

ガレー船（ガレーせん、英語: galley, ポルトガル語: galé）は、主として人力で櫂（かい、オール）を漕いで進む軍艦。古代に出現し、地形が複雑で風向きの安定しない地中海やバルト海では19世紀初頭まで使用された。正確にはガレーであり、この語だけで船であることも意味しているが、この語が一般的でない日本では「船」を付して呼ばれることが多い。

## 特徴
ガレー船の特徴は両舷に数多く備えられた櫂である。風力を利用する帆船と比べると、人力による橈漕は非力であり、また持続力の面でも劣るので、長距離の航行には限界があるものの、微風時や逆風に見舞われた場合もある程度自由に航行することが可能であった。このことは風が大西洋に比べて弱く、また不安定な地中海では重要な要素であり、この地域でガレー船が発達する要因であった。さらに、急な加速・減速・回頭を行なうような運動性においては帆に優っており、漕ぎ手を次々に交代させる事である程度の航続力は得られるため、海上での戦闘に有利で、ガレー船のほとんどは軍船として用いられた。
船体は同時代の帆船と比べて細長い。また、喫水が浅く舷側も低いことから、穏やかな海や水深の浅い海での高い機動性を得た反面、荒天時には航行能力が急激に低下し、また積載容量が少ない一方で乗員（主として漕ぎ手）の数が多く、頻繁に寄港・補給を要するという欠点も併せ持っていた。こうしたことから、ガレー船は香辛料貿易などに用いられた以外ではもっぱら軍用船として利用されている。
ただし、帆船に比べて数は少ないながら帆も装備されており、これらは順風に恵まれている遠距離航海時に用いられた。初期は四角帆（スクエアセイル）だったが、14世紀頃、主にイタリアでマストやラティンセイルと称される三角帆の改良が進むとガレー船にもより多くの帆が装備されるようになり、例えばポルトガルからイングランドまでを無寄港で航行するといった長距離の航海が実現している。戦闘時には帆は漕走の邪魔になるので畳まれるか、場合によっては帆柱ごと切断してしまう。
フェニキア人はレバノン杉をガレー船の建材に利用し、地中海全域に進出した。

## 歴史と変遷

### 形態

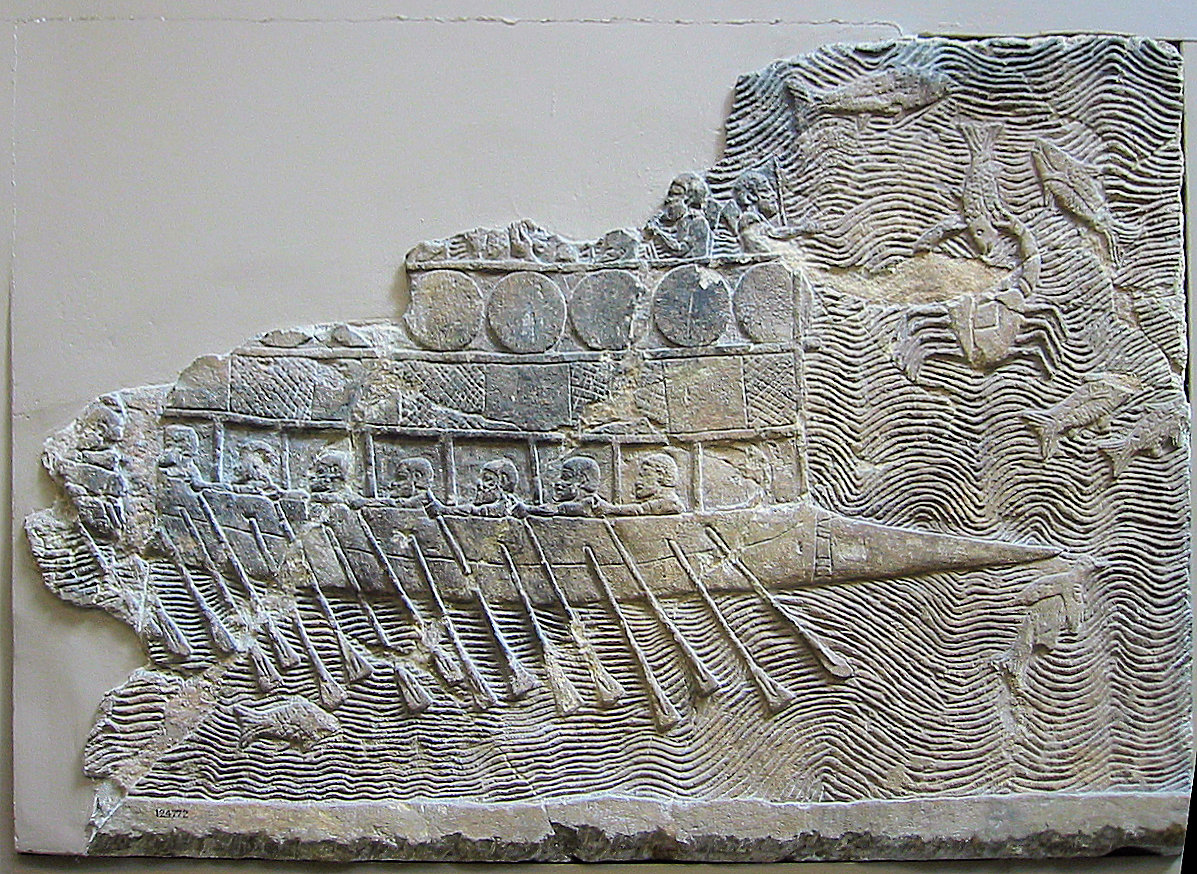
衝角（右側の突き出た部分）を装備したアッシリアのガレー船

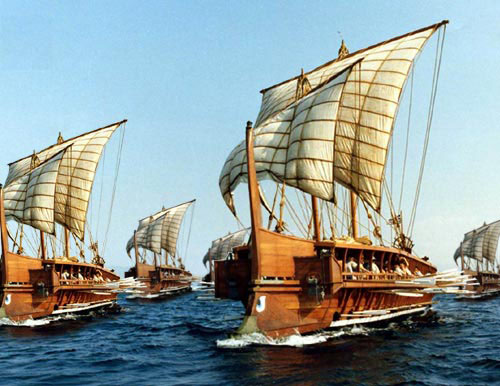
古代ギリシアの復元船、Olympiasを基にした船隊

最も初期の船は個人もしくは数人でオールや櫂で漕いでいたが、大型化すると人力では限界があり、風力も利用する帆船となった。帆船が登場したのは紀元前3500年頃と考えられる。帆船はエネルギー効率が優れ乗員も少なくて済み、商船に適していた。しかし人力で航行するガレー船は、帆船に比べてその機動性が優れ、多数の乗員が搭乗していることから海戦に有利であり、紀元前3000年頃には最初のものが現われた。古代の海戦は、敵の船に自船を接舷させて兵士を乗り込ませ、白兵戦を行なう戦法であったが、ガレー船では兵士が漕ぎ手を兼ねていたのである。初期のガレー船は甲板がなく、漕ぎ手座は1段で1人が1本の櫂を担当するペンテコントール（pentecontor。ウニレーム unireme とも）と呼ばれる形式であった。これは、船体の両側に25人ずつの漕ぎ手が一列に並び、総計50人であった事に由来するギリシャ語起源の名称である。

トリレームの模式図

紀元前800年頃になると、軍船には投石機や弓による射撃攻撃も行われたが、衝角という武装が施されるようになる。これは、船首の喫水線下に取り付けた角状の堅固な突起で、すれ違いざまに敵船の櫂をへし折って機動性を奪ったり、横腹に破孔を穿って沈没させる兵器である。これによって、海戦は従来の白兵戦から大きく様相を変え、ガレー船は速力を上げるため漕ぎ手座が2段になり、櫂も2本になったバイレーム（bireme）に、次いで3段・3本になったトライレーム（trireme）すなわち三段櫂船へと発展した。3段になると、上段の櫂が下のものに引っかかったりぶつかる恐れがあるので、上段部には船外に張り出した船外櫂受けが設けられ、これによって櫂の配置に柔軟性が生じ、のちに様々な形式のガレー船（主として漕手の数を増やしたもの）が発展する。
漕ぎ手座を4段以上とする事は技術的に難しく、トライレーム出現以降はもっぱら漕ぎ手の数を増やす方向に進んだ。それまでは1本の櫂に1人の漕ぎ手が当てられたので、トライレームにおける1組の漕ぎ手数は3人であったが、カドリレーム（quadrireme）では、最上段の櫂を2人で漕ぐ、櫂を2本にして2人ずつで漕ぐ、さらに櫂を1本にして4人で漕ぐ、などの4人組の体制となる。さらに漕手を増やし、キンクレーム（quinquereme）すなわち五段櫂船では3段のうち上段・中段の漕手を2人にして5人一組とした。いっそう漕ぎ手を増やして6人・12人、さらには18人にも達した「カタマラン（Catamaran）」と呼ばれる双胴船も出現した。
更に時代が下り、近世に入ると二段櫂船以上は建造されなくなる。これは後退にも見えるが、当時の人材事情から来る時代の要請である。例えばレパント沖海戦でオーストリア公ドン・ファンの旗艦を務めた「ラ・レアル」（王旗掲揚艦）級は4人漕ぎのオール60挺を備えた特大ガレー船であるが、これは既に漕手席の段数を増やすのを止め、代わりに数人の漕ぎ手が一本の長大オールを漕ぐ形式のスカロッチョ式を採用している。櫂にそれぞれ漕手を当てたセンシール式の漕走が、漕ぎ手に一矢乱れぬ熟練の技を要求されたのに対し、この方式だとどんな未熟な漕手でも使い物になる利点を持つからである。漕ぎ手を自軍兵ではなく、人材不足から奴隷や捕虜に担当させていた当時、この利点は無視できぬほど大きく、スカロッチョ式は16世紀半ばから主流となった。
なお、ラ・レアルの全長は54m。全幅8.2m（オール含まず）。二本マストにラテンセイルを備え、武装は船首楼にカノン砲1門。カルバリン砲2門。セーカー砲2門。舷側に旋回砲9門ずつ、計18門。速力は全力漕走時で7.5ノットを発揮した。ただし、どのガレー船でも同じであるが、全力を発揮出来るのは漕ぎ手が疲労困憊するまでの約30分程度が限界である。
櫂や帆と並び、重大な航海装置である舵に関しては、古代から中世にかけては船尾左右に据え付けられた舷側舵。それ以降は北方船の影響を受けて竜骨中心部に設けられた船尾舵になる。操舵に関しては舵にそれぞれ人員を配置する人力だったが、後にホイップスタッフを操る舵柄（テイラー）式が導入された。なお、大部分のガレー船は18世紀頃に考案された舵輪の恩恵に与る前に姿を消してしまったので、帆船と違って舵輪式の操舵装置を持つ船は極めて少数派である。

### 乗員

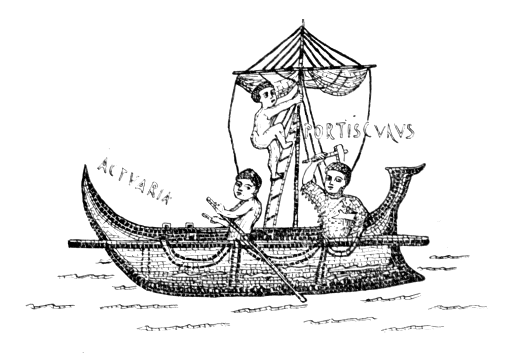
小型商船actuaria。漕ぐ人、ハンマーでタイミングを合わせる人、帆を張る人。

乗員の多数を占める漕ぎ手の労働条件は非常に厳しいものであった。そのため奴隷や捕虜が使用されたとの通念があるが、古代のガレー船奴隷は一般に自由民であった。古代ギリシアの都市国家アテネにおいては無産市民がその任にあたった。彼らは財産を持たないことから軍務に就くことが出来ず、漕ぎ手の地位に甘んじていたが、ペルシア戦争中のサラミスの海戦に参加し勝利に貢献したことから、国政への参加が認められることとなった。その他にギリシアでは、メトイコイと呼ばれる居留外国人も兵役として漕ぎ手になった。
中世イタリアの都市国家、特にヴェネツィア共和国においてガレー船の漕ぎ手は人気のある職業であったが、これは自分に割り当てられた積載スペースを利用しての交易活動が認められていたためであり、給金以上の利益（副収入）を期待できることによる。
中世やルネサンス以降になると、囚人や捕虜を漕ぎ手とする事が多くなる。ヨーロッパにおける囚人の利用は、フランスなどの君主国家でガレー船が量産された17世紀頃に顕著である。船団（艦隊）の保持を好んだ王の通達で、裁判でガレー船徒刑囚となると判決を下された者が、この時期に非常に多い。
またイスラム圏においてはキリスト教徒の奴隷をこれに充てることも行なわれていた。囚人や捕虜を漕ぎ手とする場合、逃亡や反乱を防止するために漕ぎ手は鎖で手足を拘束されていた。逆に自由民を漕ぎ手としていた古代ギリシアやヴェネツィアの場合は、場合によっては武器を持って相手方の船に切り込む戦力として期待され、それを果たすこともあった。

### 武装
衝角や投石機や弓による射撃攻撃も行われたが、やはり白兵戦が海戦の主役であった。ローマ海軍では第一次ポエニ戦争において移乗戦闘用に「コルウス」（ラテン語で鳥のカラス）と称される斬り込み用の跳ね橋を艦首に有し、敵艦へ強行接舷後、スパイク付きの橋を下ろして船間を固定。ここから武装兵を突入させる戦術を多用した。
15世紀頃から衝角は廃れ、喫水線上に長く伸びた突撃船首に取って代わられる。これは敵を沈めるのではなく、体当たりで敵船を横転させる目的で備えられた。また、長く伸びた突撃船首の上は斬り込み時、敵船へと乗り込むための進撃路としても活用された。
艦砲の導入については本格的な導入は16世紀に入ってからとなった。構造上、舷側に配置可能なのはせいぜい旋回砲に過ぎず、大型砲は船首に備えられたがスペース的に数は限られた。船首楼の中心線上に重砲。その左右に2～3門の軽砲が配されている事が多い。前方固定式で敵を正面に捉えねば発砲の機会が訪れず、使い勝手は悪かった。

### 衰退
ガレー船がその頂点を迎えた象徴的な出来事は、1571年のオスマン帝国とスペイン・ヴェネツィアなどの連合軍との間で戦われたレパントの海戦である。この戦いでは双方がガレー船によって激戦を繰り広げた。17世紀に入ると交易量の増加や海軍増強の為に船舶の需要が増大したが、構造が複雑で建造費が高くガレー船を漕ぐ水夫の調達が困難なガレー船ではなく、安価で運用に掛かる人件費の安上がりな帆船にとって換わられた。
ガレー船は帆船と比べ火砲を設置可能な空間と積載量の小ささ、及び喫水の浅さによって火力と防御面で見劣りした為、ガレー船にとって帆船の火力と防御力は脅威となった。また、ガレー船は積載量が少なく長距離の航海に不適で風波の荒い大西洋などでは航行困難のため交易や外洋航海には不向きであり、冬季には地中海でも運用が不可能という欠点を抱えていた。地中海に於いても17世紀以後は徐々に帆船の使用が増加していったが、帆船はその特性上凪の多い地中海ではガレー船に劣る局面がある為、18世紀に入っても軍事利用されている。同様に沿岸防衛用としてバルト海でも19世紀まで命脈を保っている。

## ガレー船の種々相
- ガレアス船（ガレアスせん、galleass, galliass, mahon）
- デュロモイ
- フリゲート
- 三段櫂船
- 五段櫂船

## ガレー船の登場する作品
映画
- 『ベン・ハー』
- 『トロイ』
- 『300 〈スリーハンドレッド〉 〜帝国の進撃〜』

文学
- ジャン・マルテーユ『ガレー船徒刑囚の回想』 - プロテスタントであることを理由にガレー船での労役の刑に処せられた18世紀フランス国民の手記。当時ヨーロッパではガレー船の水夫は「罪人」がすることになっていた。
- 『ドン・キホーテ』 - ドン・キホーテが、漕ぎ手としてガレー船送りになる囚人を助けるシーンがある。
- アーサー・コナン・ドイル『最後のガレー船』
- ギュスターヴ・フローベール『サランボー』
- 塩野七生『レパントの海戦』

漫画
- 柴田昌弘『ガレー夢幻航海』
- 青池保子『アルカサル-王城-』
- 川原正敏『海皇紀』

コンピュータゲーム
- ユービーアイソフト『アサシン クリード オリジンズ』